# Pardosa royi
Pardosa royi este o specie de păianjeni din genul Pardosa, familia Lycosidae, descrisă de Kalipada Biswas și Dinendra Raychaudhuri în anul 2003.
Este endemică în Bangladesh. Conform Catalogue of Life specia Pardosa royi nu are subspecii cunoscute.